# Strumigenys anhdaoae
Strumigenys anhdaoae (лат.) — вид мелких земляных муравьёв рода Strumigenys из подсемейства Myrmicinae (Attini, ранее в Dacetini). Встречается в Юго-Восточной Азии: Вьетнам (провинция Дакнонг).

## Этимология
Вид назван в честь вьетнамского зоолога Чан Тхи Ань Дао (Dr Trần Thị Anh Đào; Вьетнамский национальный университет, Хошимин), за её помощь во время экспедиции одного из авторов во Вьетнам, которая привела к открытию вида.

## Описание
Мелкие муравьи (длина 2—3 мм) с сердцевидной головой, расширенной кзади. Проподеум угловатый с парой зубцов. Обладают длинными жвалами (длина головы HL 0,65—0,68 мм, ширина головы HW 0,58—0,61 мм, мандибулярный индекс MI 44—48). Включён в видовой комплекс S. koningsbergeri из одноимённой группы S. koningsbergeri. От близких видов отличаются следующими признаками: преапикальный зубец жвал сильно редуцирован; в профиль прямая щетинка отсутствует на дорсуме переднеспинки; пронотальная плечевая щетинка присутствует; бока проподеума плотно морщинистые, ареолированы или ареолированно-ругулозные; проподеальные шипы покрыты широкой ламеллой; на задней ноге у рабочих отсутствует видимая бедренная железа.
Основная окраска коричневая. Мандибулы длинные, узкие (с несколькими зубцами). Стебелёк между грудкой и брюшком состоит из двух члеников: петиолюса и постпетиолюса (последний чётко отделён от брюшка), жало развито. Предположительно, как и близкие виды, специализированные охотники на коллембол. Вид был впервые описан в 2023 году мирмекологами из Гонконга Kit Lam Tang (School of Biological Sciences, Гонконгский университет, Гонконг, Китай) и Benoit Guénard.